# Il vicario del diavolo
Il vicario del diavolo (The Assassin's Riddle) è un romanzo giallo del 1996 scritto da Paul Harding, settimo della serie ambientata nella Londra del XIV secolo, che ha come protagonisti il medico legale della città sir John Cranston e il suo assistente fratello Athelstan. La prima edizione italiana del romanzo è uscita nel 1998 come n. 2567 della collana Il Giallo Mondadori.

## Trama
Ancora un delitto apparentemente impossibile per sir John Cranston, coroner di Londra. L'usuraio Drayton è stato assassinato all'interno della sua camera di sicurezza chiusa dall'interno. È solo l'inizio di una serie di delitti terribili che portano il terrore nella Londra del 1380.

## Edizioni
- Paul Harding, Il vicario del diavolo, traduzione di Elsa Pelitti, collana Il Giallo Mondadori, Mondadori, 1998,  p. 218, ISBN.